# 绣球防风
绣球防风（学名：Leucas ciliata）为唇形科绣球防风属下的一个种。

## 扩展阅读
- 維基物種上的相關：绣球防风